# Andrea Lindlohr
Andrea Lindlohr (née le 19 février 1975 à Königswinter) est une femme politique allemande de l'Alliance 90 / Les Verts. Elle est membre du Landtag de Bade-Wurtemberg depuis 2011.

## Biographie
Andrea Lindlohr grandit à Erpel et obtient son diplôme d'études secondaires à Linz am Rhein en 1994. Elle étudie ensuite les sciences politiques et la sociologie à Tübingen et Leicester et termine ses études en tant que Magistra Artium. Son sujet principal pendant ses études est l'économie politique et la recherche comparative sur l'État providence. De 2002 à 2011, elle est membre du Groupe consultatif parlementaire vert au Landtag pour l'économie et le travail, et depuis 2006 également pour l'énergie.

## Activité politique
Andrea Lindlohr est membre des Verts depuis 1998. De 1998 à 2002, elle est membre du conseil de l'arrondissement de Tübingen et de 2005 à 2008 du conseil de l'arrondissement de Stuttgart. Elle est membre du conseil des Verts de l'arrondissement d'Esslingen depuis 2009. Elle est membre du conseil régional des Verts du Bade-Wurtemberg depuis 2003.
Aux élections de 2006, elle s'est présentée dans la circonscription de Stuttgart III ; elle est la plus jeune candidate écologiste du pays. Aux élections fédérales de 2009, elle se présente dans la circonscription d'Esslingen .
Aux élections régionales de 2011, elle remporte un deuxième mandat dans la circonscription d'Esslingen et devient vice-présidente du groupe parlementaire vert au Landtag. Après que les membres du Cabinet Kretschmann I sont nommés et que certains Verts doivent démissionner de leurs mandats du Bundestag, Lindlohr figure sur la liste des remplaçants pour le Bundestag. Cependant, elle refuse parce qu'elle veut rester au Landtag
Au Landtag, lors de la 15e législature (2011-2016), elle est membre du Présidium, du Comité économique et financier, du Comité permanent et du comité d'enquête EnBW Deal .
Aux élections régionales de 2016, elle obtient 32,3% des voix et donc le mandat direct dans la circonscription d'Esslingen. Lors de la 16e législature, elle est membre du Présidium, de la commission de l'économie, du travail et du logement et de la commission des finances. Elle est membre du comité en vertu de l'article 62 de la Constitution (parlement d'urgence). Andrea Lindlohr est vice-présidente du groupe parlementaire et présidente du groupe de travail sur l'économie, le travail et le logement pour son groupe parlementaire et également porte-parole de la politique économique.

## Bénévolat
Andrea Lindlohr est membre du conseil d'administration de la Fondation Lebenshilfe Esslingen et présidente de l'association de la Volkshochschule Esslingen e. V.

## Vie privée
Andrea Lindlohr est catholique romaine, mariée et mère d'un enfant. Elle habite à Esslingen.